# Telefomin-Kuskus

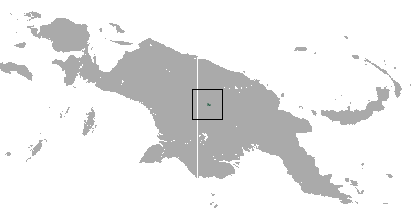
Fundorte von Phalanger matanim

Der Telefomin-Kuskus (Phalanger matanim) ist ein extrem seltener Kletterbeutler aus der Gattung der Kuskus (Phalanger), der im Tal des Nong Rivers in den Bezirken von Telefomin und Tifalmin im äußersten Westen Papua-Neuguineas endemisch ist. Er kommt in Eichenwäldern in Höhenlagen von 1400 bis 2600 m über dem Meeresspiegel vor. Diese Art war beim Volk der Telefol schon sehr lange bekannt, bevor Tim Flannery 1985 und 1986 die sechs Typusexemplare sammelte. 1987 erfolgte durch Flannery die wissenschaftliche Erstbeschreibung. Der Artname matanim ist vom Telefol-Name für diese Art abgeleitet.

## Beschreibung
Der Telefomin-Kuskus ist ein großer, untersetzter Kuskus mit einem langen, grauen Fell. Der Bauch ist weiß. Die Ohren sind kurz, die Arme schwach, der Schwanz kurz und die Zähne klein. Die Kopf-Rumpflänge beträgt 344 bis 438 Millimeter, die Schwanzlänge 275 bis 315 Millimeter, die Hinterfußlänge 40,1 bis 45,3 Millimeter, die Ohrenlänge 20 bis 21 Millimeter. Das Tier erreicht ein Gewicht von 1100 bis 2000 Gramm. Der Telefomin-Kuskus hat keine nahen Verwandten und stellt vermutlich eine primitive Art dar.

## Bestand und Gefährdung
2001 besuchte Tim Flannery ein weiteres Mal nach 1986 das Nong-Tal. Der Bergeichenwald, der während der Entdeckung der Art noch intakt war, wurde 1997 durch Dürre, Nachtfrost und Feuer komplett zerstört und Flannery fand für das Überleben des Telefomin-Kuskus keine Anzeichen mehr. 2008 klassifizierte die IUCN diese Art in die Kategorie „vom Aussterben bedroht“ (critically endangered) mit dem Zusatz möglicherweise ausgestorben (possibly extinct). 2023 gelang einem britischen Naturfotografen die Wiederentdeckung in der Nähe des Ortes, an dem die Art zuletzt nachgewiesen wurde.